# Bernareggio
Bernareggio – miejscowość i gmina we Włoszech, w regionie Lombardia, w prowincji Monza i Brianza.
Według danych na rok 2004 gminę zamieszkiwało 8291 osób, 1658,2 os./km².

## Miasta partnerskie
- La Villedieu-du-Clain
- Wachtberg